# إيبيبا
إيبيبا بلدية في ولاية باهيا في المنطقة الشمالية الشرقية من البرازيل.